# Malatrogia castanitis
Malatrogia castanitis là một loài bướm đêm trong họ Erebidae.